# Список дипломатичних відносин України

Дипломатичні відносини України

Нижче наведено перелік країн, з якими Україна встановила дипломатичні відносини. Україна почала рух до незалежності від Радянського Союзу з прийняттям Декларації про державний суверенітет України 16 липня 1990 року. Ратифікація Акта проголошення незалежності України 24 серпня 1991 року Верховною Радою України відновила незалежність України, що була втрачена після Першої світової війни.
Через два дні після Всеукраїнського референдуму 1991 року сусідня Угорщина стала першою країною, яка встановила дипломатичні відносини з Україною 3 грудня 1991 року, і відтоді Україна встановила дипломатичні відносини зі 182 із 193 країн-членів ООН, Святим Престолом та Суверенним Мальтійським орденом.
До 2019 року Україна не припиняла жодних дипломатичних відносин, але відносини з Росією та Сирією були лише номінальними. Дипломатичні відносини з Росією були зрештою розірвані 24 лютого 2022 року у відповідь на російське вторгнення в Україну. Дипломатичні відносини з Сирією були розірвані 30 червня 2022 року. Дипломатичні відносини з Північною Кореєю були розірвані 13 липня 2022 року.
Також, 4 серпня 2024 року стало відомо, що Малі розірвало дипломатичні відносини з Україною через підтримку повстанців-туарегів на її території. А 6 серпня уряд Республіки Нігер, висловлюючи солідарність з урядом Малі ухвалив аналогічне рішення.

## Хронологічний список
| №   | Країна                        | Дата встановлення дипвідносин | Дата розірвання дипвідносин |
| --- | ----------------------------- | ----------------------------- | --------------------------- |
| 1   | Угорщина                      | 3 грудня 1991                 |                             |
| 2   | Литва                         | 12 грудня 1991                |                             |
| 3   | Болгарія                      | 13 грудня 1991                |                             |
| 4   | Вірменія                      | 25 грудня 1991                |                             |
| 5   | Ізраїль                       | 26 грудня 1991                |                             |
| 6   | Білорусь                      | 27 грудня 1991                |                             |
| 7   | Молдова                       | 27 грудня 1991                |                             |
| 8   | США                           | 3 січня 1992                  |                             |
| 9   | КНР                           | 4 січня 1992                  |                             |
| 10  | Естонія                       | 4 січня 1992                  |                             |
| 11  | Польща                        | 4 січня 1992                  |                             |
| 12  | Аргентина                     | 6 січня 1992                  |                             |
| —   | КНДР                          | 9 січня 1992                  | 13 липня 2022               |
| 13  | Австралія                     | 10 січня 1992                 |                             |
| 14  | Велика Британія               | 10 січня 1992                 |                             |
| 15  | Швеція                        | 13 січня 1992                 |                             |
| 16  | Мексика                       | 14 січня 1992                 |                             |
| 17  | Греція                        | 15 січня 1992                 |                             |
| 18  | Німеччина                     | 17 січня 1992                 |                             |
| 19  | Індія                         | 17 січня 1992                 |                             |
| 20  | Монголія                      | 21 січня 1992                 |                             |
| 21  | Іран                          | 22 січня 1992                 |                             |
| 22  | В'єтнам                       | 23 січня 1992                 |                             |
| 23  | Австрія                       | 24 січня 1992                 |                             |
| 24  | Франція                       | 24 січня 1992                 |                             |
| 25  | Єгипет                        | 25 січня 1992                 |                             |
| 26  | Судан                         | 25 січня 1992                 |                             |
| 27  | Японія                        | 26 січня 1992                 |                             |
| 28  | Канада                        | 27 січня 1992                 |                             |
| 29  | Португалія                    | 27 січня 1992                 |                             |
| 30  | Чилі                          | 28 січня 1992                 |                             |
| 31  | Італія                        | 29 січня 1992                 |                             |
| 32  | Іспанія                       | 30 січня 1992                 |                             |
| 33  | Румунія                       | 1 лютого 1992                 |                             |
| 34  | Туреччина                     | 3 лютого 1992                 |                             |
| 35  | Норвегія                      | 5 лютого 1992                 |                             |
| 36  | Азербайджан                   | 6 лютого 1992                 |                             |
| 37  | Буркіна Фасо                  | 6 лютого 1992                 |                             |
| 38  | Ліхтенштейн                   | 6 лютого 1992                 |                             |
| 39  | Швейцарія                     | 6 лютого 1992                 |                             |
| 40  | Болівія                       | 8 лютого 1992                 |                             |
| –   | Святий Престол                | 8 лютого 1992                 |                             |
| 41  | Південна Корея                | 10 лютого 1992                |                             |
| 42  | Бразилія                      | 11 лютого 1992                |                             |
| 43  | Данія                         | 12 лютого 1992                |                             |
| 44  | Латвія                        | 12 лютого 1992                |                             |
| –   | Росія                         | 14 лютого 1992                | 24 лютого 2022              |
| 45  | Хорватія                      | 18 лютого 1992                |                             |
| 46  | Чехія                         | 18 лютого 1992                |                             |
| 47  | Кіпр                          | 19 лютого 1992                |                             |
| 48  | Бангладеш                     | 24 лютого 1992                |                             |
| 49  | Фінляндія                     | 26 лютого 1992                |                             |
| 50  | Малайзія                      | 3 березня 1992                |                             |
| 51  | Нова Зеландія                 | 3 березня 1992                |                             |
| 52  | Мальта                        | 5 березня 1992                |                             |
| 53  | Бельгія                       | 10 березня 1992               |                             |
| 54  | Словенія                      | 10 березня 1992               |                             |
| 55  | Куба                          | 12 березня 1992               |                             |
| 56  | Пакистан                      | 16 березня 1992               |                             |
| 57  | ПАР                           | 16 березня 1992               |                             |
| 58  | Лівія                         | 17 березня 1992               |                             |
| 59  | Кабо-Верде                    | 25 березня 1992               |                             |
| 60  | Ісландія                      | 30 березня 1992               |                             |
| 61  | Сінгапур                      | 31 березня 1992               |                             |
| –   | Сирія                         | 31 березня 1992               | 30 червня 2022              |
| 62  | Ірландія                      | 1 квітня 1992                 |                             |
| 63  | Нідерланди                    | 1 квітня 1992                 |                             |
| 64  | Гвінея                        | 4 квітня 1992                 |                             |
| 65  | Філіппіни                     | 7 квітня 1992                 |                             |
| 66  | Бенін                         | 10 квітня 1992                |                             |
| 67  | Йорданія                      | 19 квітня 1992                |                             |
| 68  | Оман                          | 19 квітня 1992                |                             |
| 69  | Ємен                          | 21 квітня 1992                |                             |
| 70  | Камбоджа                      | 23 квітня 1992                |                             |
| 71  | Таджикистан                   | 24 квітня 1992                |                             |
| 72  | Зімбабве                      | 25 квітня 1992                |                             |
| 73  | Таїланд                       | 6 травня 1992                 |                             |
| 74  | Перу                          | 7 травня 1992                 |                             |
| 75  | Екваторіальна Гвінея          | 18 травня 1992                |                             |
| 76  | Уругвай                       | 18 травня 1992                |                             |
| 77  | Коста-Рика                    | 9 червня 1992                 |                             |
| 78  | Індонезія                     | 11 червня 1992                |                             |
| 79  | Гана                          | 17 червня 1992                |                             |
| 80  | Марокко                       | 22 червня 1992                |                             |
| 81  | Туніс                         | 24 червня 1992                |                             |
| 82  | Люксембург                    | 1 липня 1992                  |                             |
| 83  | Ямайка                        | 7 липня 1992                  |                             |
| 84  | Танзанія                      | 8 липня 1992                  |                             |
| 85  | Бахрейн                       | 20 липня 1992                 |                             |
| 86  | Грузія                        | 22 липня 1992                 |                             |
| 87  | Казахстан                     | 23 липня 1992                 |                             |
| 88  | Чад                           | 27 липня 1992                 |                             |
| 89  | Алжир                         | 10 серпня 1992                |                             |
| 90  | Колумбія                      | 18 серпня 1992                |                             |
| 91  | Узбекистан                    | 25 серпня 1992                |                             |
| 92  | Лаос                          | 17 вересня 1992               |                             |
| 93  | Киргизстан                    | 19 вересня 1992               |                             |
| 94  | Мавританія                    | 30 вересня 1992               |                             |
| 95  | Намібія                       | 5 жовтня 1992                 |                             |
| 96  | Туркменістан                  | 10 жовтня 1992                |                             |
| 97  | Маврикій                      | 12 жовтня 1992                |                             |
| 98  | ОАЕ                           | 15 жовтня 1992                |                             |
| 99  | Кот-д'Івуар                   | 20 жовтня 1992                |                             |
| —   | Малі                          | 5 листопада 1992              | 4 серпня 2024               |
| 100 | Сенегал                       | 25 листопада 1992             |                             |
| 101 | Нікарагуа                     | 30 листопада 1992             |                             |
| 102 | Нігерія                       | 10 грудня 1992                |                             |
| 103 | Ліван                         | 14 грудня 1992                |                             |
| 104 | Ірак                          | 16 грудня 1992                |                             |
| 105 | Гватемала                     | 12 січня 1993                 |                             |
| 106 | Албанія                       | 13 січня 1993                 |                             |
| 107 | Непал                         | 15 січня 1993                 |                             |
| 108 | Шрі-Ланка                     | 15 січня 1993                 |                             |
| 109 | Боснія і Герцеговина          | 30 січня 1993                 |                             |
| 110 | Словаччина                    | 30 січня 1993                 |                             |
| 111 | Бурунді                       | 22 лютого 1993                |                             |
| 112 | Парагвай                      | 26 лютого 1993                |                             |
| 113 | Антигуа і Барбуда             | 17 березня 1993               |                             |
| 114 | Ефіопія                       | 1 квітня 1993                 |                             |
| 115 | Барбадос                      | 13 квітня 1993                |                             |
| 116 | Катар                         | 13 квітня 1993                |                             |
| 117 | Саудівська Аравія             | 14 квітня 1993                |                             |
| 118 | Кувейт                        | 18 квітня 1993                |                             |
| 119 | Замбія                        | 22 квітня 1993                |                             |
| 120 | Еквадор                       | 27 квітня 1993                |                             |
| 121 | Кенія                         | 5 травня 1993                 |                             |
| 122 | Панама                        | 21 травня 1993                |                             |
| 123 | Мадагаскар                    | 10 червня 1993                |                             |
| 124 | Коморські Острови             | 23 липня 1993                 |                             |
| 125 | Мальдіви                      | 17 серпня 1993                |                             |
| 126 | Мозамбік                      | 28 серпня 1993                |                             |
| 127 | Габон                         | 1 вересня 1993                |                             |
| 128 | Руанда                        | 8 вересня 1993                |                             |
| 129 | Венесуела                     | 29 вересня 1993               |                             |
| 130 | Ангола                        | 30 вересня 1993               |                             |
| 131 | Камерун                       | 21 жовтня 1993                |                             |
| 132 | Еритрея                       | 20 грудня 1993                |                             |
| 133 | Сербія                        | 15 квітня 1994                |                             |
| 134 | Уганда                        | 10 вересня 1994               |                             |
| 135 | Сейшельські Острови           | 30 вересня 1994               |                             |
| 136 | Афганістан                    | 17 квітня 1995                |                             |
| 137 | Північна Македонія            | 20 квітня 1995                |                             |
| 138 | ЦАР                           | 14 липня 1995                 |                             |
| 139 | Сан-Марино                    | 30 жовтня 1995                |                             |
| 140 | Маршаллові Острови            | 22 грудня 1995                |                             |
| 141 | Андорра                       | 19 квітня 1996                |                             |
| 142 | Бруней                        | 3 жовтня 1997                 |                             |
| 143 | Сан-Томе і Принсіпі           | 16 квітня 1998                |                             |
| 144 | Есватіні                      | 13 травня 1998                |                             |
| 145 | Ліберія                       | 24 вересня 1998               |                             |
| 146 | Малаві                        | 22 грудня 1998                |                             |
| 147 | М'янма                        | 19 січня 1999                 |                             |
| 148 | Демократична Республіка Конго | 13 квітня 1999                |                             |
| 149 | Сальвадор                     | 14 квітня 1999                |                             |
| 150 | Сьєрра-Леоне                  | 20 травня 1999                |                             |
| 151 | Республіка Конго              | 3 червня 1999                 |                             |
| 152 | Гамбія                        | 2 липня 1999                  |                             |
| 153 | Того                          | 1 вересня 1999                |                             |
| 154 | Мікронезія                    | 17 вересня 1999               |                             |
| 155 | Тринідад і Тобаго             | 27 вересня 1999               |                             |
| 156 | Вануату                       | 29 вересня 1999               |                             |
| 157 | Беліз                         | 1 жовтня 1999                 |                             |
| —   | Нігер                         | 1 жовтня 1999                 | 6 серпня 2024               |
| 158 | Лесото                        | 1 червня 2000                 |                             |
| 159 | Домініканська Республіка      | 21 вересня 2000               |                             |
| —   | Палестинська держава          | 2 листопада 2001              |                             |
| 160 | Гаяна                         | 15 листопада 2001             |                             |
| 161 | Гондурас                      | 18 вересня 2002               |                             |
| 162 | Багамські Острови             | 27 вересня 2003               |                             |
| 163 | Тимор-Леште                   | 27 вересня 2003               |                             |
| 164 | Ботсвана                      | 4 березня 2004                |                             |
| 165 | Чорногорія                    | 22 серпня 2006                |                             |
| 166 | Суринам                       | 20 вересня 2006               |                             |
| 167 | Монако                        | 26 липня 2007                 |                             |
| –   | Мальтійський орден            | 9 лютого 2008                 |                             |
| 168 | Гвінея-Бісау                  | 22 лютого 2009                |                             |
| 169 | Джибуті                       | 17 березня 2009               |                             |
| 170 | Гаїті                         | 23 вересня 2010               |                             |
| 171 | Сент-Люсія                    | 24 вересня 2010               |                             |
| 172 | Соломонові Острови            | 27 вересня 2011               |                             |
| 173 | Південний Судан               | 25 вересня 2012               |                             |
| 174 | Тувалу                        | 27 вересня 2012               |                             |
| 175 | Фіджі                         | 23 вересня 2013               |                             |
| 176 | Самоа                         | 23 вересня 2013               |                             |
| 177 | Сент-Кіттс і Невіс            | 8 червня 2015                 |                             |
| 178 | Домініка                      | 25 квітня 2019                |                             |
| 179 | Сент-Вінсент і Гренадини      | 25 вересня 2019               |                             |
| 180 | Гренада                       | 26 вересня 2019               |                             |
| 181 | Палау                         | 16 червня 2024                |                             |
| 182 | Сомалі                        | 11 квітня 2025                |                             |

## Жодних відносин
Суверенні держави, з якими Україна не підтримує дипломатичних відносин:
Не встановлено
- Бутан
- Кірибаті
- Науру
- Папуа Нова Гвінея
- Тонга

Розірвано
- КНДР[56]
- Росія[57]
- Сирія[58]
- Малі[7]
- Нігер[9]